# Bahnbetriebswerk Meiningen

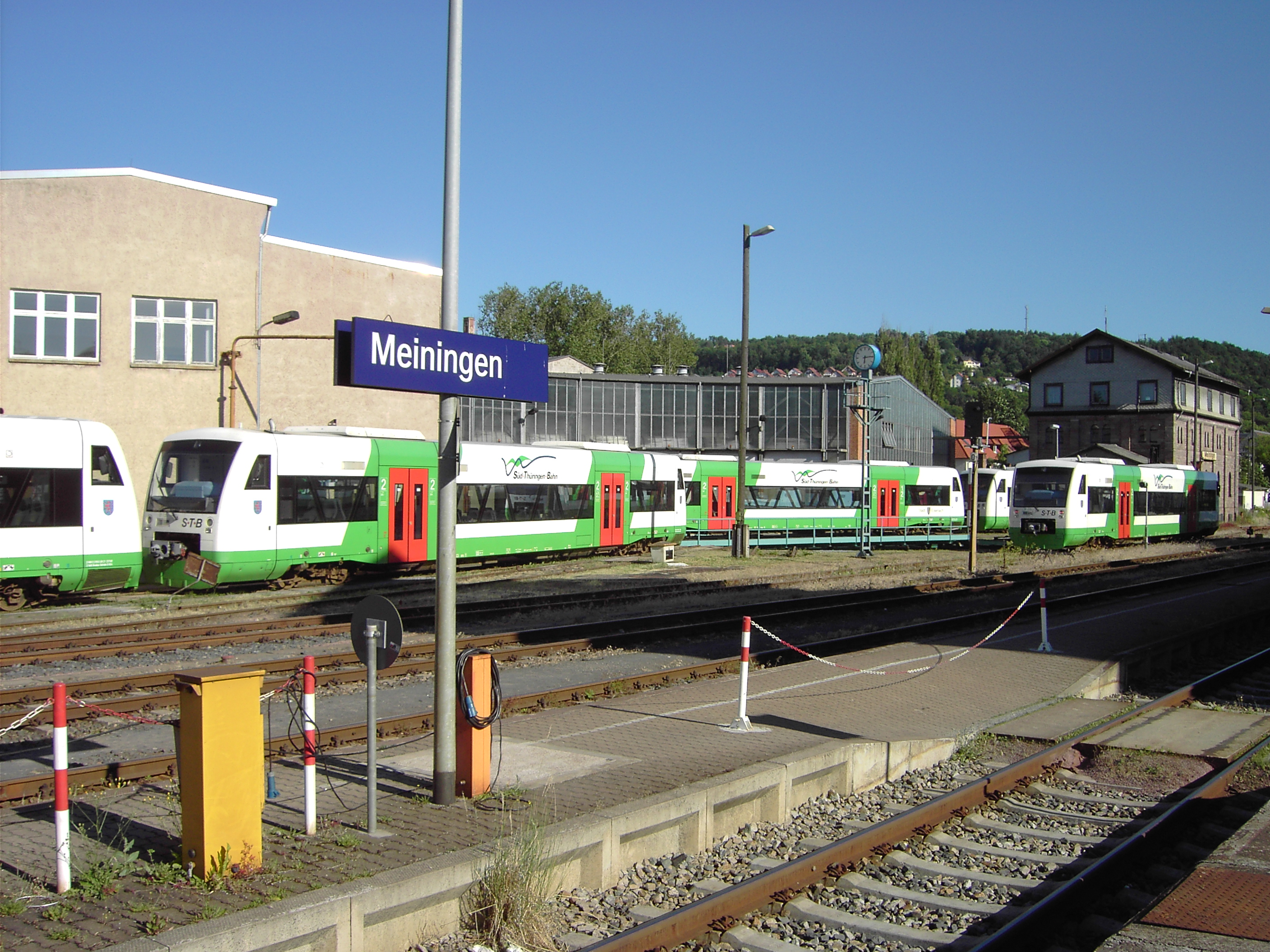
Regio-Shuttles der STB vor dem Bahnbetriebswerk Meiningen

Das Bahnbetriebswerk Meiningen (Bw) wurde 1863 von der Werra-Eisenbahn-Gesellschaft als Betriebswerkstätte erbaut. Das Werk gehörte ab 1895 zur Preußischen Staatsbahn, ab 1920 zur Deutschen Reichsbahn und ab 1994 zur Deutschen Bahn. Von 1999 bis 2021 war hier die Betriebsstätte der Eisenbahn-Betriebsgesellschaft Süd-Thüringen-Bahn (STB) etabliert. Seit 2023 wird das Gelände durch das Gothaer Unternehmen Railsystems RP genutzt.

## Lage
Das Bahnbetriebswerk liegt gegenüber dem Empfangsgebäude im Bahnhof Meiningen an der Werrabahn, der Eisenbahnstrecke Eisenach-Meiningen-Sonneberg.

## Geschichte
Betriebswerkstätte der Werrabahn
Mit der Inbetriebnahme der Werrabahn im Jahr 1858 errichtete die Eisenbahn-Gesellschaft am Bahnhof Meiningen eine Lokomotiv-Remise mit Reparaturwerkstatt. Größere Wartungs- und Reparaturarbeiten an Lokomotiven wurden aber in der Zentralwerkstatt der Thüringischen Eisenbahn-Gesellschaft in Erfurt durchgeführt. Der stetig wachsende Fahrzeugpark und der umständliche Transport nach Erfurt machte bald die Errichtung einer Betriebswerkstätte notwendig. So wurde Ende 1863 unter Einbeziehung der Lokomotiv-Remise die „Betriebswerkstätte Meiningen“ eröffnet. Sie verfügte über einen Ringlokschuppen mit 12 Ständen und eine Drehscheibe mit 15 Metern Durchmesser. Der Anfangsbestand betrug 19 Lokomotiven und 367 Wagen, der von rund 80 Arbeitern betreut wurde.
Nach den Eröffnungen der Bahnstrecken Meiningen–Schweinfurt durch die Bayerische Staatsbahn 1874 und Neudietendorf–Grimmenthal 1884 entwickelte sich Meiningen zum bedeutendsten Bahnknoten in Südthüringen. Die Betriebsstätte wurde daraufhin erweitert, sie erhielt unter anderem einen weiteren Lokschuppen mit einer 10-Meter-Drehscheibe und einen Lackierschuppen. 1901 folgten zwei Lokhebekräne. Die Zahl der Beschäftigten stieg auf 350 im Jahr 1902 an.
Hauptwerkstätte
Nach der Übernahme der Werrabahn durch die Preußische Staatsbahn 1895 wurde die Betriebsstätte am 1. April 1902 in eine Hauptwerkstätte umgewandelt. Das Werk wurde weiter ausgebaut. Die Anzahl der Ausbesserungsstände wurde auf 26 erhöht und im Lokschuppen weitere sechs Stände eingerichtet. 1904 kamen eine Rotguss-Gießerei und eine Kupferschmiede hinzu, und es wurde ein beheizter Wasserturm errichtet. Das bebaubare Areal im Meininger Bahnhof war jetzt ausgeschöpft.
Die stetige Steigerung von Reparaturarbeiten, Hauptuntersuchungen und weiteren Spezialarbeiten machten den Neubau eines Werkes notwendig. So wurde unweit im Norden der Stadt am 2. März 1914 die neue Hauptwerkstätte eingeweiht, die sich später zum Ausbesserungswerk entwickelte, das bis heute als Dampflokwerk Meiningen besteht.
Bahnbetriebswerk

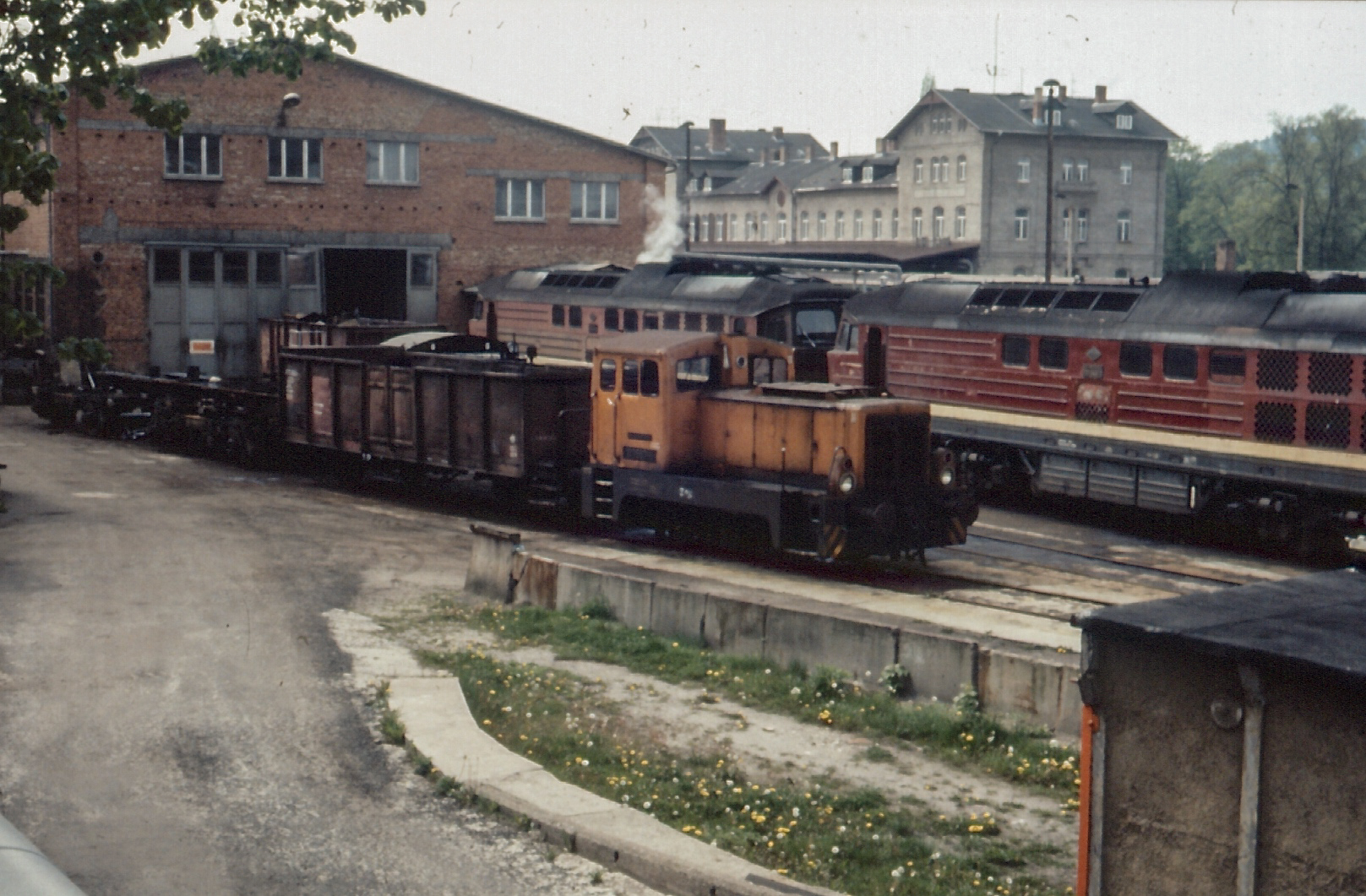
Bahnbetriebswerk Meiningen, 1991

Die alte Hauptwerkstätte führte ihre Arbeiten nun eigenständig als „Bahnbetriebswerk“ fort. Infolge der Eingliederung der Länderbahnen in die Deutsche Reichsbahn war das Bahnbetriebswerk ab 1920 der Reichsbahndirektion Erfurt unterstellt. Gleichzeitig wurde die seit 1874 bestehende bayerische Lokwerkstatt, die sich auf dem südwestlichen Teil des Bahnhofsgeländes befand, in das Bahnbetriebswerk integriert. Nördlich des Lokschuppens entstand anschließend eine moderne Lokbehandlungsstrecke mit Besandungs- und Bekohlungsanlage mit Wasserkran und Ausschlackkanal. In den folgenden Jahren sind sämtliche Stände wegen der stetig wachsenden Größe der Lokomotiven verlängert worden, und das Werk bekam eine neue Drehscheibe mit 23 Metern Durchmesser.
Im Zweiten Weltkrieg blieben die Anlagen ohne Kriegsschäden. Seit 1949 wurde das Bahnbetriebswerk von der Deutschen Reichsbahn betrieben. Ab 1965 kamen Lokomotiven der DR-Baureihe 44 mit Ölhauptfeuerung zum Einsatz.
1967 wurden die ersten Diesellokomotiven mit den Baureihen 106, 118 und 120 eingeführt. Mit der Stilllegung der letzten Schmalspurbahn in Südthüringen verschwanden 1974 die letzten Schmalspurloks aus dem Bestand, so dass nur noch Regelspurlokomotiven unterhalten wurden. Nach dem Abriss der alten, baufällig gewordenen Lokhalle 1973 errichtete die Reichsbahn von 1975 bis 1980 einen neuen Ringlokschuppen mit einer neuen Drehscheibe. Die letzte Dampflok wurde 1980 ausgemustert.
Seit 1999 betreibt die Süd-Thüringen-Bahn, ein Unternehmen der Erfurter Bahn (EB), anstelle der DB mehrere Bahnstrecken in Südthüringen und hat ihren Betriebsstandort in Meiningen. Sie nutzte seitdem das Bahnbetriebswerk Meiningen als Betriebsstätte. Es wurden hier 32 Triebfahrzeuge des Typs Stadler Regio-Shuttle RS1 gewartet und repariert. 2021 wurde nach Neubau ein eigenes Betriebswerk eröffnet. Seit 2023 nutzt die alten Anlagen das Unternehmen Railsystems RP aus Gotha.

## Triebfahrzeugbestand im BW Meiningen
| Baureihe | 1863 | 1865 | 1933 | 1949 | 1958 | 1971 | 1989 | 2006 | 2018 |
| -------- | ---- | ---- | ---- | ---- | ---- | ---- | ---- | ---- | ---- |
| 1Bn2     | 11   | 13   |      |      |      |      |      |      |      |
| Cn2      | 8    | 10   |      |      |      |      |      |      |      |
| 38       |      |      | 8    | 5    | 5    |      |      |      |      |
| 41       |      |      |      |      | 7    | 4    |      |      |      |
| 44       |      |      |      | 14   | 11   | 4    |      |      |      |
| 55.7–14  |      |      |      | 1    |      |      |      |      |      |
| 57       |      |      | 6    |      |      |      |      |      |      |
| 58.2–3   |      |      |      | 1    |      |      |      |      |      |
| 58.10–21 |      |      | 13   | 6    |      |      |      |      |      |
| 60       |      |      |      | 1    |      |      |      |      |      |
| 62       |      |      | 2    |      |      |      |      |      |      |
| 74       |      |      |      | 1    |      |      |      |      |      |
| 75.4     |      |      |      | 1    |      |      |      |      |      |
| 78       |      |      |      | 4    | 8    |      |      |      |      |
| 86       |      |      |      |      | 12   |      |      |      |      |
| 91       |      |      | 2    |      |      |      |      |      |      |
| 93       |      |      |      | 8    | 8    |      |      |      |      |
| 94       |      |      |      | 6    | 6    | 3    |      |      |      |
| 98.1     |      |      |      | 1    |      |      |      |      |      |
| 98.8–9   |      |      |      | 1    |      |      |      |      |      |
| 98.11    |      |      |      | 1    |      |      |      |      |      |
| 98.77    |      |      |      | 1    |      |      |      |      |      |
| 99       |      |      | 3    | 4    | 7    | 2    |      |      |      |
| 101      |      |      |      |      |      |      | 8    |      |      |
| 106      |      |      |      |      |      | 4    | 7    |      |      |
| 110      |      |      |      |      |      |      | 1    |      |      |
| 112      |      |      |      |      |      |      | 11   |      |      |
| 118      |      |      |      |      |      | 5    | 8    |      |      |
| 120      |      |      |      |      |      | 4    |      |      |      |
| 131      |      |      |      |      |      |      | 3    |      |      |
| 132      |      |      |      |      |      |      | 14   |      |      |
| RS1      |      |      |      |      |      |      |      | 32   | 37   |

Das Unternehmen Railsystems RP setzt hier seit etwa 2020 etliche Lokomotiven der DB-Baureihe 218 ein.